# Gorshéchnoye
Gorshéchnoye (ruso: Горше́чное) es un asentamiento de tipo urbano de Rusia, capital del raión homónimo en la óblast de Kursk.
En 2021, el territorio del asentamiento tenía una población de 5329 habitantes, de los cuales 5106 vivían en el propio asentamiento y el resto en su única pedanía, el pueblo (seló) de Bogorodítskoye.
Se ubica a medio camino entre Kursk y Vorónezh sobre la carretera P298. Al suroeste de Gorshéchnoye sale la carretera 38K-008, que lleva a Bélgorod pasando por Stari Oskol y Gubkin. Gorshéchnoye se ubica unos 20 km al norte de la conurbación que forman estas dos últimas ciudades.

## Historia
Fue fundado en el siglo XVIII como un pueblo habitado por odnodvortsy, y se conoce su existencia en documentos desde 1781. Sus primeros habitantes eran artesanos dedicados a la cerámica, de lo que deriva el topónimo del pueblo ("alfarero" en ruso se dice горше́чник, gorshéchnik). Su desarrollo urbano comenzó en 1896, cuando se abrió aquí una estación de ferrocarril en la línea de Yelets a Valuiki. La Unión Soviética le dio el estatus de capital distrital en 1928, cuando se definieron los raiones de la óblast de Chernozem Central. Durante la Gran Guerra Patria, su ubicación estratégica hizo que la localidad fuese un centro de continuos combates, hasta el punto de que alberga una fosa común con restos de casi setecientos soldados del Ejército Rojo. Adoptó estatus de asentamiento de tipo urbano en 1967.